# Montanhas de San Bernardino

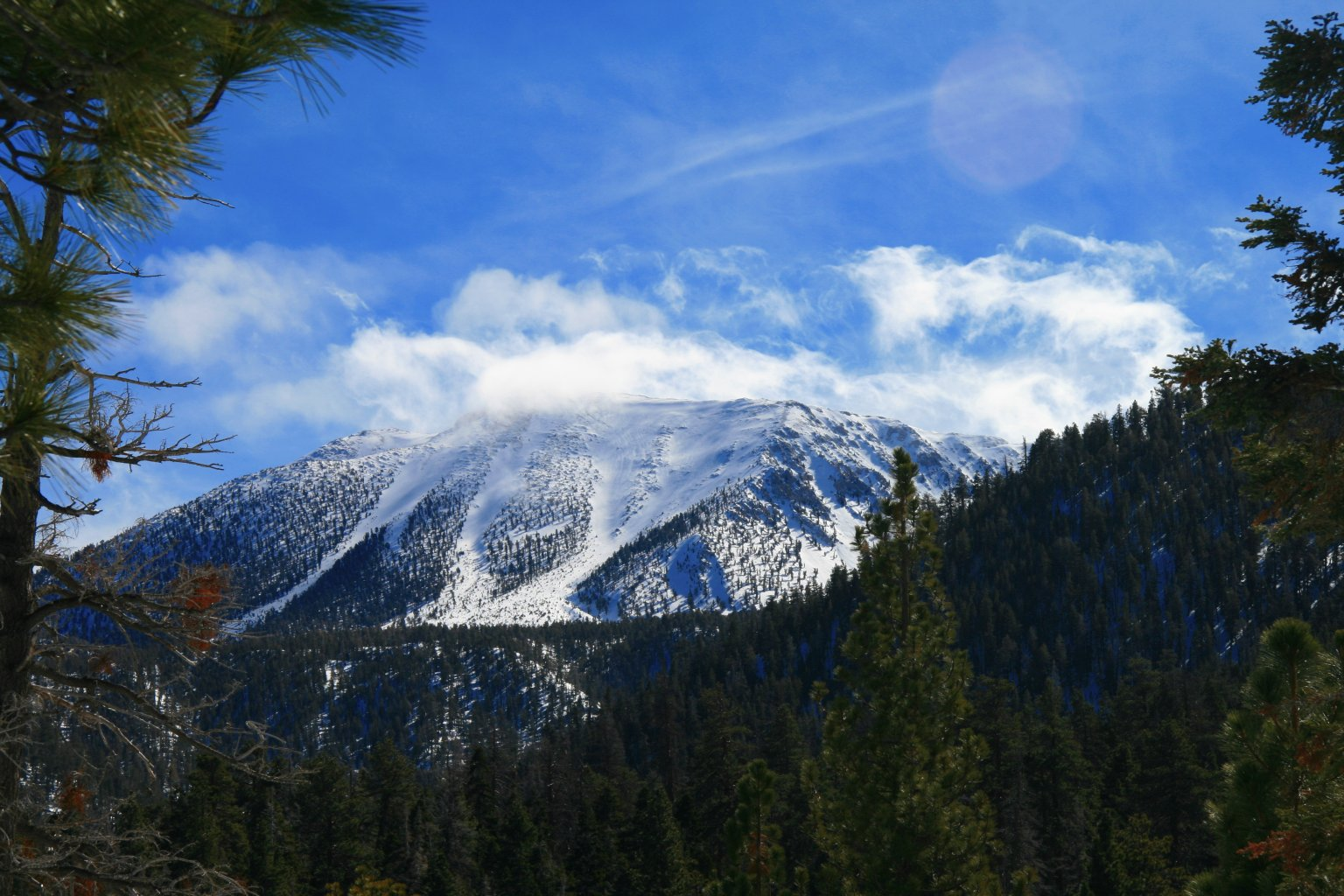
Monte San Gorgonio, o ponto mais alto da cordilheira

As montanhas de San Bernardino são uma cordilheira alta e acidentada no sul da Califórnia, nos Estados Unidos. Situado ao norte e nordeste de San Bernardino e abrangendo dois condados da Califórnia, a cordilheira atinge 3.506 metros na Montanha San Gorgonio – o pico mais alto de todo o sul da Califórnia. As San Bernardinos formam uma importante região selvagem e são populares para caminhadas e esqui.
As montanhas foram formadas cerca de 11 milhões de anos atrás pela atividade tectônica ao longo da falha de San Andreas e ainda estão subindo ativamente. Muitos rios locais se originam na cordilheira, que recebe significativamente mais precipitação do que o deserto ao redor. O ambiente único e variado da serra permite manter uma das maiores biodiversidades do estado. Por mais de 10 mil anos, as San Bernardinos e seus arredores foram habitados por povos indígenas, que usavam as montanhas como campo de caça no verão.